# 凤瓜
凤瓜（学名：Trichosanthes scabra）为葫芦科栝楼属下的一个种。

## 扩展阅读
- 維基物種上的相關：凤瓜